# Блуминг (футбольный клуб)
«Блу́минг» (исп. Club Social, Cultural y Deportivo Blooming) — боливийский футбольный клуб из города Санта-Крус-де-ла-Сьерра. Четырёхкратный чемпион Боливии. Один из традиционно сильнейших клубов страны.

## История
Клуб был основан 1 мая 1946 года. Название команды происходит от английского слова bloom, означающего «цвести». Дано оно в честь «цветущей молодёжи».
Главным соперником «Блуминга» является другой клуб из Санта-Круса — «Ориенте Петролеро», 5-кратный чемпион Боливии.
«Блуминг» принимал участие в семи розыгрышах Кубка Либертадорес, лучший результат команды — выход в полуфинал турнира в 1985 году.

## Титулы и достижения
- Чемпион Боливии (5): 1984, 1998, 1999, 2005 (Апертура), 2009 (Клаусура)
- Вице-чемпион Боливии (3): 1982, 1983, 2008 (Клаусура)
- Чемпион Боливии во Втором дивизионе (1): 1996
- Обладатель Кубка Аэросур / Сине Сентер (3): 2006, 2008, 2015
- Участник Кубка Либертадорес (7): 1983, 1984, 1985, 1999, 2000, 2007, 2010

## Знаменитые игроки

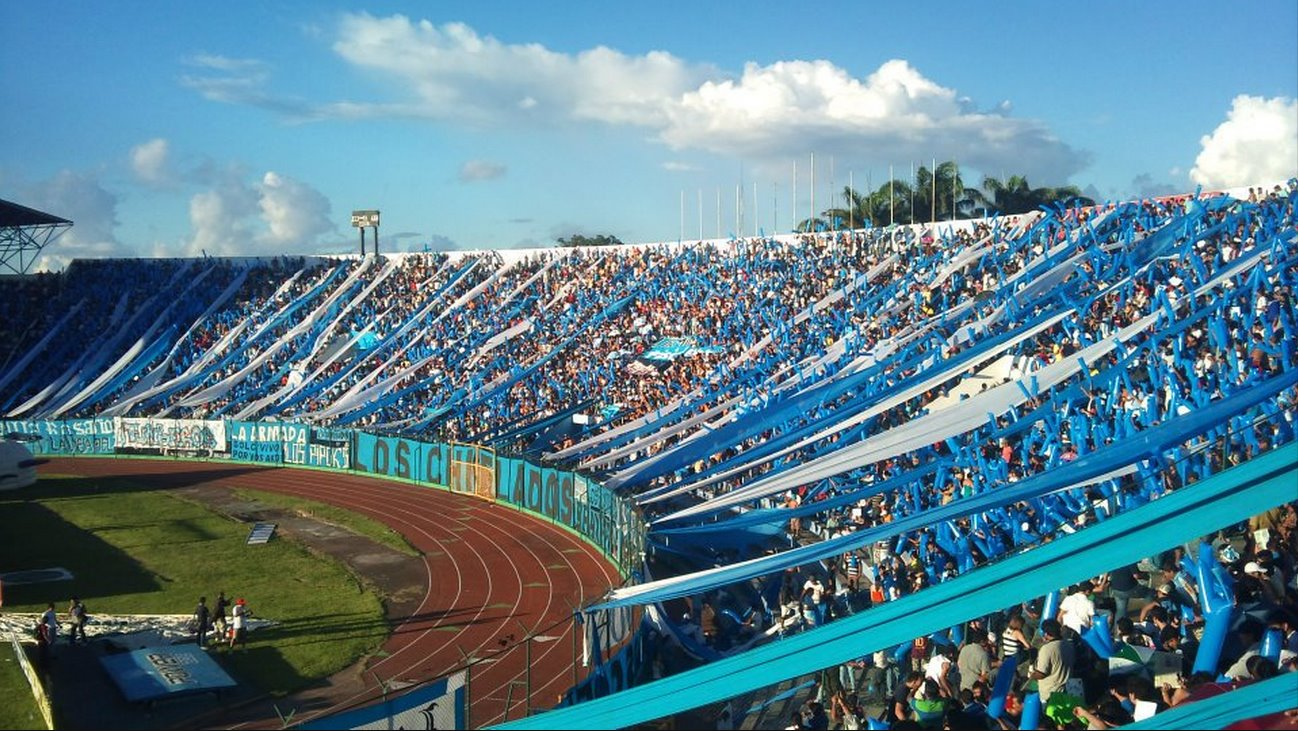
Болельщики Блуминга

Ниже представлены игроки, указанные в разделе «Идолы» на официальном сайте клуба.
- Виктор Уго «Тучо» Антело
- Эрнан Бойеро
- Луис Карлос Виейра Жуниор
- Рауль «Пелечо» Гутьеррес
- Мильтон Мельгар
- Хуан Мануэль Пенья
- Хуан Карлос Санчес
- Эрвин «Эль-Флако» Фрей
- Серхио Хауреги